# إليسيو إنسفران
إليسيو إنسفران (بالإسبانية: Eliseo Insfrán)‏ مواليد 27 أكتوبر 1935 في باراغواي، هو لاعب كرة قدم باراغواياني، يلعب في مركز الهجوم. سبق له أن لعب في كأس العالم لكرة القدم مع منتخب بلاده في مونديال 1958.

## روابط خارجية
- إليسيو إنسفران على موقع الاتحاد الدولي (مؤرشف)  (الإنجليزية)
- إليسيو إنسفران على موقع ناشيونال فوتبول تيمز (الإنجليزية)
- إليسيو إنسفران على موقع عالم كرة القدم.نت (الإنجليزية)